# Guerra d'indipendenza dell'Eritrea
La guerra di indipendenza eritrea fu un conflitto armato che ebbe luogo tra il 1961 e il 1991, scoppiato a seguito dell'annessione dell'Eritrea da parte del governo etiope, conclusosi, dopo circa trent'anni, con la vittoria eritrea e la proclamazione dell'indipendenza a seguito di un referendum, nel 1993.

## Contesto storico
Dopo la seconda guerra mondiale, nel 1952, le Nazioni Unite avevano stabilito che l'Eritrea (colonia italiana fino al 1941, poi occupata dai britannici fino al 1950), fosse federata con l'Etiopia, mantenendo però la propria autonomia.
Gradualmente il governo monarchico etiope trasformò la federazione in una vera e propria annessione, nel silenzio internazionale. L'occupazione dell'Eritrea da parte della vicina Etiopia, alla luce di dichiarazioni di importanti personaggi del tempo, può essere considerata come un'azione prevista e avallata dalle potenze internazionali.
Nel 1952, il Segretario di Stato americano John Foster Dulles disse al Consiglio di sicurezza delle Nazioni Unite:
“.. from the point of view of justice, the opinions of Eritrean people must receive consideration. Nevertheless, the strategic interests of the United States in the Red Sea Basin and considerations of security and world peace make it necessary that the country be linked with our ally, Ethiopia.”
“.. dal punto di vista della giustizia, le opinioni degli eritrei devono essere presi in considerazione. Tuttavia, gli interessi strategici degli Stati Uniti nel bacino del Mar Rosso e considerazioni sulla sicurezza della pace mondiale impongono che il Paese sia legato all'Etiopia”
Nel corso di trenta anni l'Etiopia perpetuò l'occupazione dell'Eritrea, prima con il regime monarchico di Hailé Selassié e successivamente con il regime militare socialista di Menghistu Hailé Mariàm (DERG). Dopo 30 anni di lotta e resistenza gli eritrei si liberarono dall'occupazione etiope il 24 maggio del 1991.
Le Nazioni Unite riconobbero ufficialmente l'indipendenza il 24 maggio 1993, a seguito di un referendum nel quale oltre il 99% degli eritrei votò per l'indipendenza dall'Etiopia.

## Cronologia
- 2 Dicembre 1950; le Nazioni Unite si pronunciarono a favore della Federazione tra Etiopia ed Eritrea.
- negli anni cinquanta, a fronte della graduale destrutturazione del sistema federale da parte etiopica, il malcontento trova espressione politica nell'azione degli indipendentisti (Uoldeàb Uoldemariàm, Ibrahim Sultan Ali ed altri), sfociate in proteste ed episodi di guerriglia sporadici e disorganizzati;
- luglio 1960; al Cairo nasce la prima cellula di indipendentisti eritrei, assumendo la denominazione di Fronte di Liberazione Eritreo;
- 1º settembre 1961; ha inizio la rivoluzione eritrea: un gruppo di guerriglieri, sotto la guida militare di Hamid Idris Awate attacca una stazione di polizia nei pressi del monte Adal, nella provincia occidentale del Barca.
- 1962 l'imperatore etiope Hailé Selassié dichiara unilateralmente sciolta la federazione; l'Eritrea diventa la quattordicesima provincia dell'impero di Etiopia;
- primi anni '70; la resistenza eritrea si divide, su basi etnico-religiose ed ideologiche, nei due tronconi del Fronte di Liberazione Eritreo (FLE) e Fronte di Liberazione del Popolo Eritreo (FLPE, divenuto poi Fronte Popolare per la Democrazia e la Giustizia), il secondo finirà col prevalere;
- 1974; l'imperatore Haile Selassié viene destituito a seguito di un colpo di Stato, gli succede il Governo Militare Socialista Provvisorio Etiope, guidato da Menghistu Hailé Mariàm;
- 1982; tentando di approfittare del conflitto fra Etiopia e Somalia, l'EPLF lancia importanti offensive contro le forze di Addis Abeba;
- 1988; la resistenza eritrea conquista Afabet, di lì a poco l'Unione Sovietica, che aveva sempre sostenuto il regime etiope, annuncia l'intenzione di non rinnovare gli accordi di cooperazione militare;
- febbraio 1990; le armate di liberazione lanciano l'operazione Fenkil, liberando, dopo durissimi combattimenti, la città di Massaua;
- maggio 1991; Menghistu Hailé Mariàm si dimette e fugge in Zimbabwe, la tregua siglata dall'FLPE e dalla resistenza etiope sancisce la fine del conflitto;
- aprile 1993; il referendum, svoltosi sotto l'egida dell'ONU, sancisce l'indipendenza dell'Eritrea.